# El Dolcet
El Dolcet és una colònia tèxtil de Manlleu (Osona) catalogada com a bé cultural d'interès local. És una de les poques indústries que s'implantaren vora el Ter durant el segle xix i que encara conserven la seva estructura original i segueixen funcionant.

## Història
L'any 1874 ja funcionava al peu del riu Ter una fàbrica de filats de cotó de la raó social Dolcet i Lines. A finals del segle xix, l'aïllament respecte del nucli urbà aconsellà construir un petit grup d'habitatges per als treballadors. A principis del segle xx, els propietaris eren P. i J. Comas, que també tenien can Llanes, i l'any 1909 hi treballaven 205 obrers
El 1918, l'empresa Llobet i Gurí va adquirir la fàbrica, i li va donar l'aspecte monumental que avui encara conserva. Posteriorment, va pertànyer a Tecla Sala, després al Grup Castells i als 1970 la va adquirir l'Estat, que va sanejar l'empresa per a tornar-la a vendre el 1979 al grup Gossypium, que tancà la fàbrica el 1991-1992. Actualment, la raó social és Ter Industrial SA.

## Descripció
Es tracta d'una colònia poc desenvolupada, amb una fàbrica i un petit grup d'habitatges per als treballadors. Actualment es conserva el canal amb la resclosa, la turbina, les naus industrials, la casa del director i els habitatges de la porteria i encarregat.
- Naus industrials: Estructura inicial d'una sola nau a la que posteriorment se n'afegiren més seguint el mateix sistema constructiu. Al llarg de dos pisos s'hi obren, regularment, finestres de la mateixa mida. Els murs són de pedra de riu (còdols) i filades de totxo al llarg de les façanes i emmarcant les obertures. Aquesta fàbrica segueix la tipologia constructiva de la majoria d'indústries que voregen el Ter i que es començaren a construir durant el segle XIX (1862). Cronologia: La construcció inicial és del 1862 i la remodelació del 1919-1941. Edifici de tres plantes (planta baixa i dos pisos). La planta superior és de construcció més recent que les altres dues i no té cap columna a l'interior. Els marcs del voltant de les finestres són de maó. Està orientat paral·lel al riu. Al costat hi ha un edifici auxiliar amb només planta baixa. Aquest edifici és d'estil arquitectònic de postguerra. Conservació: l'estat general de conservació és bo. Ús actual: Industrial.[1]

- Resclosa i canal: Resclosa corbada de 90 m de llargada i 1,5 m d'alçada. És feta de rierencs units amb ciment i revestida exteriorment d'un carreuat de pedra a la part superior i maons a la paret, que falten en diversos trams. El canal surt a l'esquerra. Presenta bastantes deficiències: filtracions d'aigua, pèrdua de material (maons), pèrdua de material a la base de la resclosa, excessiva acumulació de sediments, desaparició de l'escala de peixos, construïda a principis dels anys 1940, cap control del cabal de manteniment que caldria deixar aigües avall de la resclosa. L'any 1921 es va substituir la presa de fusta per una altra de fàbrica, i el 12 de febrer de 1943 fou reparada. El canal, de 300 m de llarg, discorre a l'esquerra del riu, entre la resclosa i les naus de la fàbrica. Amb un cabal de 6-7 m³ per segon, alimenta una turbina nova, instal·lada el 1996 per a fabricar electricitat i vendre-la.[1]

- Casa del director: S'ubica a la cantonada sud-est de la colònia a pocs metres de la porteria i cases dels encarregats i per sobre del canal. Es tracta d'un edifici de planta quadrada amb una planta i soterranis. Amb coberta a doble vessant i carener paral·lel a la façana. D'estil pre-modernista, presenta alguns elements decoratius com ara pinacles a les cantonades i guardapols a les finestres. Aquest edifici ha estat recentment restaurat, l'interior es troba totalment remodelat. Es conserven les voltes de rajols originals, que es poden veure al soterrani.[1]